# メインフレーム

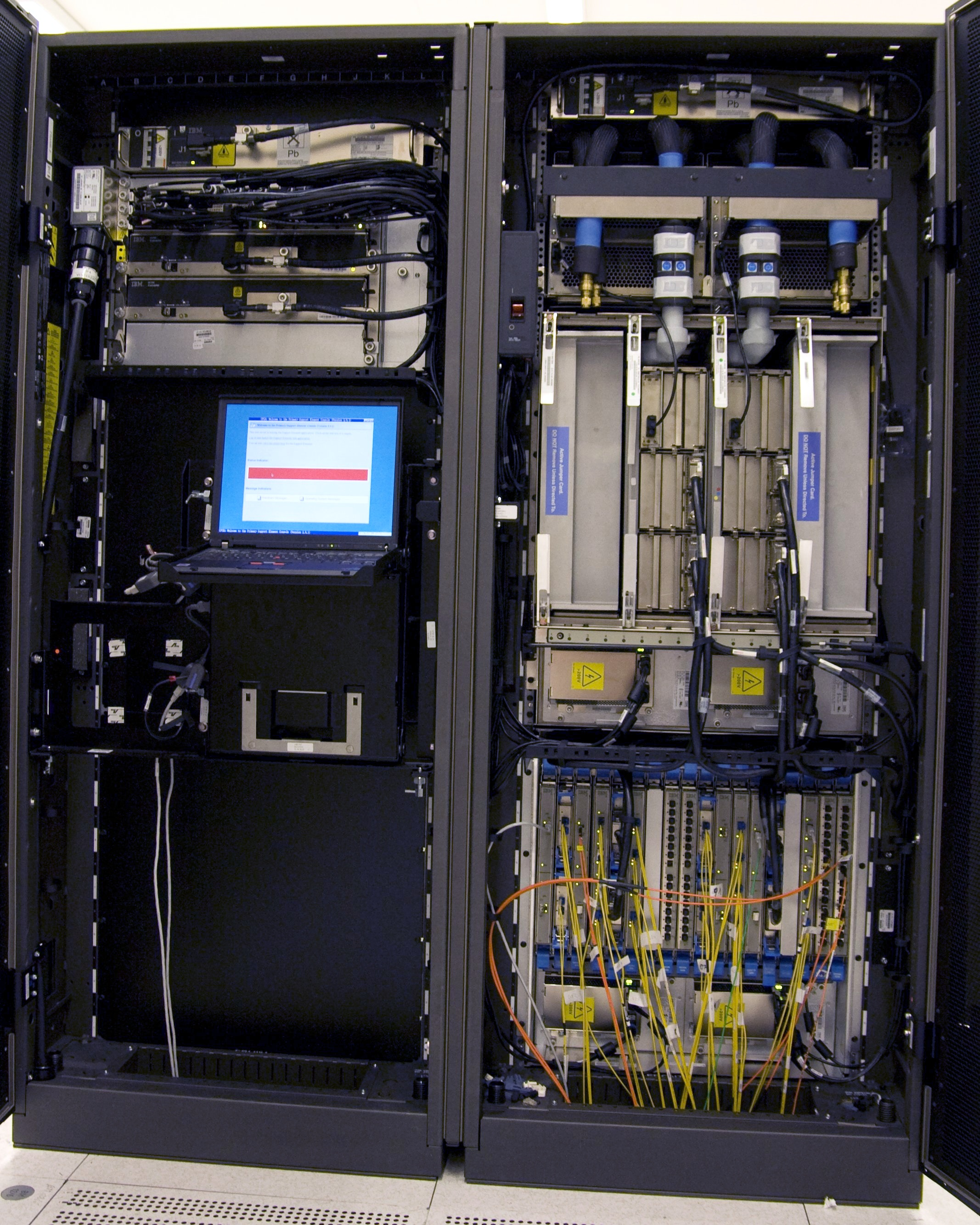
IBM System z9 メインフレーム

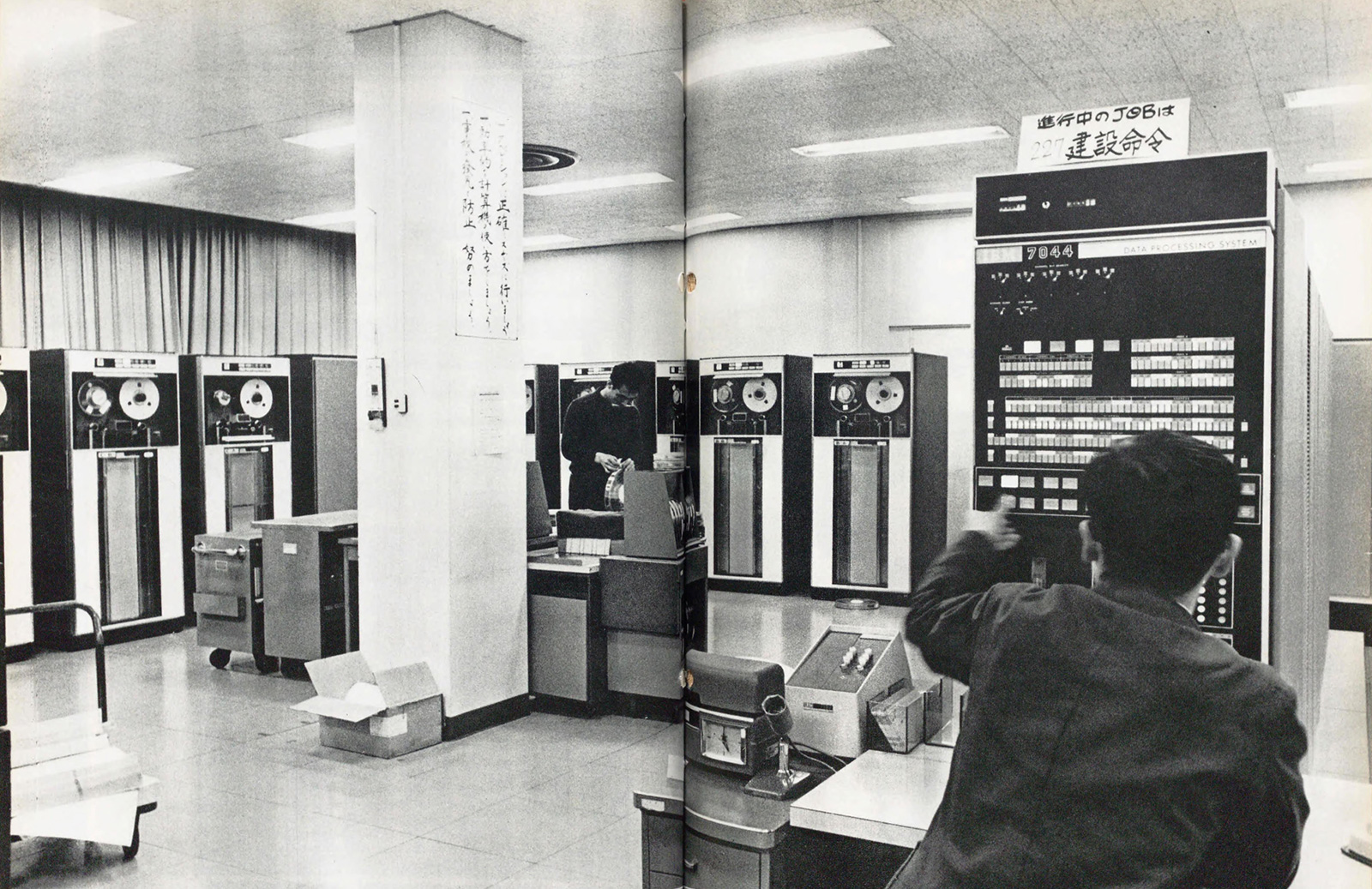
1964年に日本電信電話公社中央統計所へ導入されたIBM 7044

メインフレーム（英: mainframe）は、主に企業など巨大な組織の基幹情報システムなどに使用される大型コンピュータを指す用語。汎用コンピュータ、汎用機、大型汎用コンピュータ、ホストコンピュータ、大型汎用機 などとも称される。

## 概要

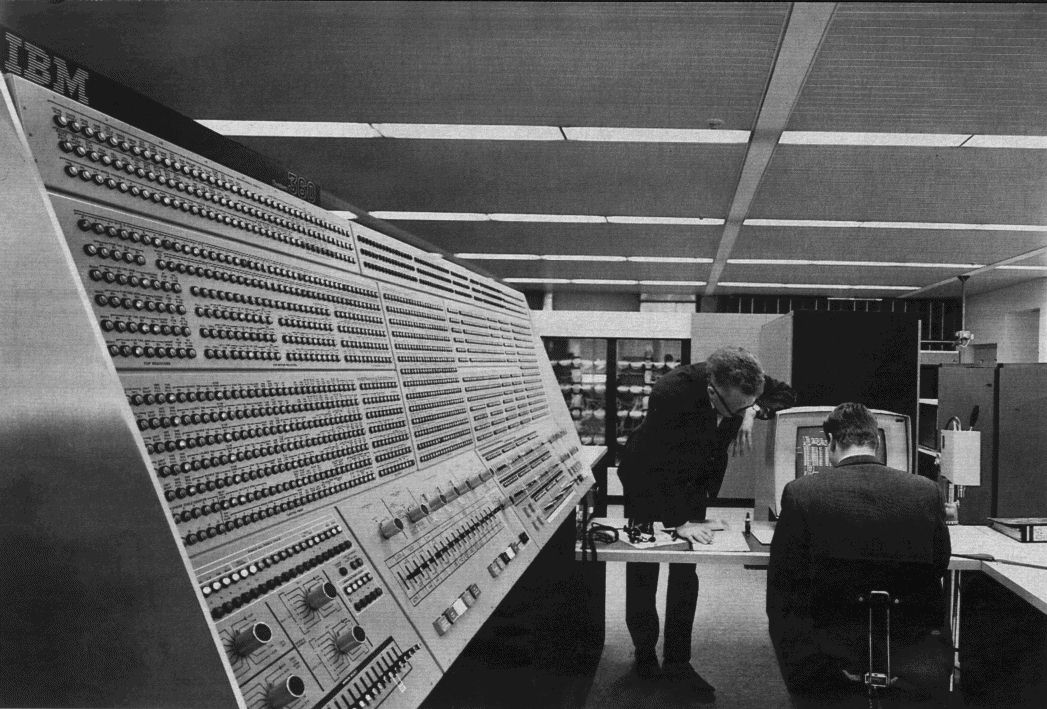
1960年代後半、NASAに設置されたSystem/360モデル91のオペレータコンソール

メインフレームとは企業や政府などの組織で業務処理を行うコンピューターを指す用語で、主に科学技術計算用のスーパーコンピュータや、より小型のミニコンピュータ、オフィスコンピュータ、サーバーなどとは区別されている。また観点により大型汎用コンピューターなど複数の用語が使用されている。
最初のメインフレームは1950年代のUNIVAC Iと言われる。1964年のIBM System/360はコンピュータ・アーキテクチャによる互換性を持ったコンピュータ・ファミリーを形成し、従来の専用コンピューター（専用機）との対比で汎用コンピューター（汎用機）とも呼ばれた。
1970年代から1980年代はメインフレームの全盛期となったが、1990年代により小型で安価な分散システムによるダウンサイジングが進み、また一部のメインフレームにオープン標準が採用された。現在は主にミッションクリティカルな基幹業務に求められる大量データ処理や継続的な互換性、高度な信頼性・可用性・保守性（RAS）を必要とされる用途などに使用されている。
メインフレームから生まれた技術や用語には、上述のコンピュータ・アーキテクチャの他、マルチタスク、仮想記憶、仮想機械、オペレーティングシステム、ハードディスク、フロッピーディスク、データベース管理システム、オンラインシステムなどがある。

## 用語
メーンフレーム(mainframe)は現在では、ミニコンピュータやマイクロコンピュータなどと対比した、従来から存在している大型コンピュータやそのアーキテクチャを継承するコンピュータを指す言葉として使用されている。この用語は当初はコンピュータの物理的な部分（プロセッサー部分）を指したが、後に種類を指す用語に変化した。。
「メインフレーム」との用語の初期の使用例には1952年のIBM 701がある。初期のコンピュータは複雑で移動や設置が困難であったため、IBM 701は移動容易なサイズの7つのユニットで構成され、各ユニットはカバー付きの金属フレームに収納されたため「電源フレーム」「テープフレーム」などと呼ばれ、中心となるユニットが「メイン　フレーム」(MAIN FRAME)と呼ばれた。なお途中にハイフンを挟まない「メインフレーム」(MAINFRAME)の使用例は1959年に複数存在する。当時は「メインフレーム」はコンピュータの物理的なユニット（主となる演算装置を含む筐体）を意味し、ミニコンピュータやマイクロコンピュータでも「メインフレーム」の用語が使用された。
1955年よりメインフレームはCPUの同義語としても使用され始め、オックスフォード英語辞典にも記載された。またメインフレームは周辺機器(peripheral)との対比でも使用され、1960年代から1970年代のコンピュータ業界の2大セクターは「メーンフレーム メーカー」と「周辺機器メーカー」とも呼ばれた。
しかし1970年後半よりミニコンピュータや更にマイクロコンピュータが台頭すると、メインフレームは大型コンピュータを意味する用法が登場して、1980年代後半にはミニコンピュータやマイクロコンピュータは別のカテゴリーとの認識が普及すると、IBMなどのメーカーもメインフレームの用語を使用するようになった。メインフレームを製造・販売しているメーカーはメインフレーマーとも呼ばれる。
なおメインフレームと類似する用語には以下があり、それぞれ時代により変化している。
汎用コンピュータ、汎用機（英語: general purpose computer, all purpose machine）
商用計算や科学技術計算などの「専用機」の対比語で、正確にはメインフレームのうち、10進数演算と浮動小数点数演算の両方の命令セットを持つもの。1990年代にUNIXサーバやパーソナルコンピュータなどが普及すると、この語の使用頻度は減少した。
大型コンピュータ（英語: large computer）
筐体サイズ、金額、構築されるシステム規模などによる、コンピュータの分類である。対比語はミニコンピュータやオフィスコンピュータなど中型のミッドレンジコンピュータや、ワークステーションやパーソナルコンピュータなどの小型コンピュータなど。必ずしもアーキテクチャは意味しない。
ホストコンピュータ（英語: host computer）
本来は端末の、現在は分散システムなどの対比語として用いる。メーカーなどが公式に使用することは少ないが、日本の現場では伝統的に広く用いられ、メインフレーム系の技術者や営業など担当者を「ホスト系」、分散システムのそれを「オープン系」と称する場合も多いが、日本以外では必ずしも通用しない。
その他
1990年代のダウンサイジング全盛時代から、サーバ機能も兼ね備えるメインフレームを「メインフレームサーバ」、大企業向けサーバを「エンタープライズサーバ」、などと称するメーカーも見られる。
日本は従来、マスコミ・政府・通商産業省・JISの文献などで、「汎用コンピュータ」や「汎用機」の語が広く使用されたが、2000年以降は「メインフレーム」の語が代替して増加しており、主要メーカーは現在、主に以下を使用している。
- メインフレーム - IBM、富士通、日本電気
- エンタープライズサーバ - 日立製作所、ユニシス、Bull

## 歴史

### 誕生（1950年代 - ）

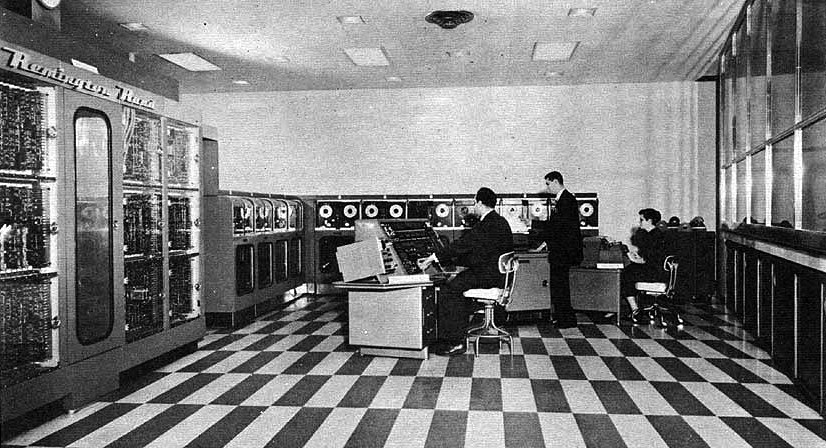
フランクリン生命保険会社に設置されたUNIVAC I

1950年に世界最初の商用コンピューターUNIVAC Iが登場した。UNIVAC Iは商用演算向けで従来のパンチカード市場と競合したが、1952年アメリカ合衆国大統領選挙の結果を予測した事で有名となった。シリーズ名のUNIVACはコンピューターの代名詞ともなり、エッカート・モークリー・コンピュータ・コーポレーション（EMCC）、レミントンランド、更にスペリーにより販売された。
1952年にIBMがIBM 701で、そして1954年にはバローズがB205で商用コンピューター市場に参入した。
1964年にIBMが社運を賭けたSystem/360シリーズは大成功を収めた。System/360はトランジスタを多用し、商用計算（十進演算）と科学技術計算（浮動小数点）を兼ねる汎用コンピュータで、ユーザープログラムや周辺機器の互換性を持つコンピュータ・ファミリーを形成した。またコンピュータ・アーキテクチャやオペレーティング・システムの用語が生まれ、仮想機械や時分割なども使用できた。
System/360の成功により、互換のソフトウェアや周辺機器の市場が形成され、後にはIBM互換の各社コンピュータ（プラグコンパチブル）も登場した。またコンピュータ市場では後発であったIBMは支配的な業界影響力を持ちビッグブルーやガリバーとも呼ばれるようになった。
1970年代にかけて、IBM・バロース・CDC（コントロールデータコーポレーション）・GE（ゼネラルエレクトリック）・ハネウェル・NCR・RCA・ユニバック（UNIVAC）の各社が商用コンピュータ（メインフレーム）を製造し、「IBMと7人の小人たち」とも呼ばれた。

### 全盛期（ - 1980年代）
IBMの競合会社は次々とコンピュータ事業の撤退・縮小に追い込まれたため、IBMは司法省と独占禁止法訴訟を続ける事になる。IBMは当初「顧客に製品ではなくソリューション（サービス）を提供する」ためにレンタルのみでの提供を行っていたが、独占禁止法の訴訟を緩和するため、OS（MVSなど）の有料化、更にはリース・買取政策を進めていく。一方でIBMはSystem/360後継のSystem/370、更には 1981年のSystem/370-XA (eXtended Architecture) で主要機能を著作権により保護したため、IBMへの独占批判は強まった。
「7人の小人」からGEとRCAが脱落すると、残るバローズ（Burroughs）, ユニバック（UNIVAC）, NCR, CDC, ハネウェル（Honeywell）の各社は"The BUNCH"（束）と呼ばれるようになった。また、System/360を開発したアムダールは、IBMを退職して富士通の援助も受けてIBM互換機（System/370 プラグコンパチブル）を開発するようになる（IBMのオペレーティングシステムを動かすため、ハードウェア互換と呼ばれる）。また米国以外で特筆すべき製造業者としては、ドイツのシーメンスとテレフンケン、イギリスのICL （現: Fujitsu Services Holdings PLC）、ソビエト連邦のラジオ産業省BESMなどのIBM互換機がある。
その後にPDPシリーズなどのミニコンピュータに対抗してIBM 4300やIBM 9370などの中規模（ミッドレンジ）向けのメインフレームが、またクレイなどのベクトル演算型のスーパーコンピュータに対抗してベクトル機構を搭載したメインフレーム 3090/VF なども登場した。
競争の激化に伴い1980年代初頭から市場の再編成が始まった。RCAはユニバックの親会社であるスペリーに、GEはハネウェルに売却してそれぞれコンピュータ事業から撤退した。1986年、ユニバックはバロースと合併してユニシスとなった。1991年、AT&TはNCRを実質的に所有することとなった。ハネウェルはフランスのブル（現：アトス）に売却された。
しかし1981年にはレーガン政権のもと、米国司法省がIBM独禁法裁判を断念し起訴を取り下げた。

### ダウンサイジングの波（1990年代）
1990年代になると、WindowsやUNIXなどのオープンシステム（分散システム）の価格性能比が向上し、クライアントサーバモデルやグラフィカルユーザインタフェース、そしてNetBIOSやTCP/IPなどの通信プロトコルの普及と相まって、ダウンサイジングが世界的に進展した。メインフレームは「レガシー」「滅び行く恐竜」と称され、IBMなどの殿様商売的な経営手法（顧客実情を無視した箱売り、市場に合わない一方的な契約条項など）もあり、各社メインフレームの収益は急速に悪化した。これらの影響は当時多数存在したメインフレーム専用のアプリケーションを開発する中小ソフトウェア会社にも及び、性能が向上し実用品となったパソコン向けソフトとして自社製品の一部機能を移植したり、中にはフロム・ソフトウェアのように業界自体に見切りをつけてゲーム開発に鞍替えする会社まで現れた。
この時期にメインフレーム各社は以下の対応を行った（→ オープン対応も参照）。
- IBMはメインフレームを「オープン・メインフレーム・サーバ」と称し、CPUのCMOS化、64ビット化、オープン要素の取り込み、更にLinuxサポートを行った。
- 富士通はメインフレームを既存業務用とし、CPUのCMOS化や性能向上は行う半面、64ビット化やLinux対応など大幅な拡張は停止した。
- 日立製作所はIBMと技術提携を続け、CPUのCMOS化、64ビット化を行った。一時はLinux対応も公開していた。
- 日本電気はメインフレームを既存業務用とし、小規模用のACOS-4はItanium 2に、ACOS-2はXeonに移行し、Windows Server等も同時稼働可能にした。
- ユニシスは、UNIVAC系とバロース系の2系統のメインフレームを継続しながらも、WindowsやLinuxを同時稼働可能にした。

### 再評価とオープン対応（2000年代）
メインフレームはオープンシステム（分散システム）の普及後も、主に大規模な企業・組織で用途に応じて使用され続けている。
- 金融機関の勘定系などに代表される高度な信頼性・可用性・保守性（RAS、RASISとも呼ばれる）
- シングルベンダーによるハードウェア、オペレーティングシステム、周辺機器なども含めたセキュリティやサポート体制
- 長期間の運用を含めたTCO

また1990年代にはクライアントサーバーなどの分散処理が普及したが、2000年代にはインターネットやイントラネットに代表される中央処理の再評価も行われた。富士通は2005年頃からラインアップの拡充とWebサーバ機能を強化したGSシリーズを投入した。GSはGlobal Serverの略称で、「巨大Webサーバとしてのメインフレーム」を念頭に置いた製品であることを示している。しかし台数ベースや金額ベースで見た場合はメインフレームは減少し続けており、仮想化を含むサーバ統合により台数が減少して価格性能比の向上で金額が減少した面もあるが、「メインフレームの復権」と呼べるかは議論がある。
なお後述の日本を除くと、IBM以外のメインフレーム・メーカーにはユニシス、Bullがある。

### 日本

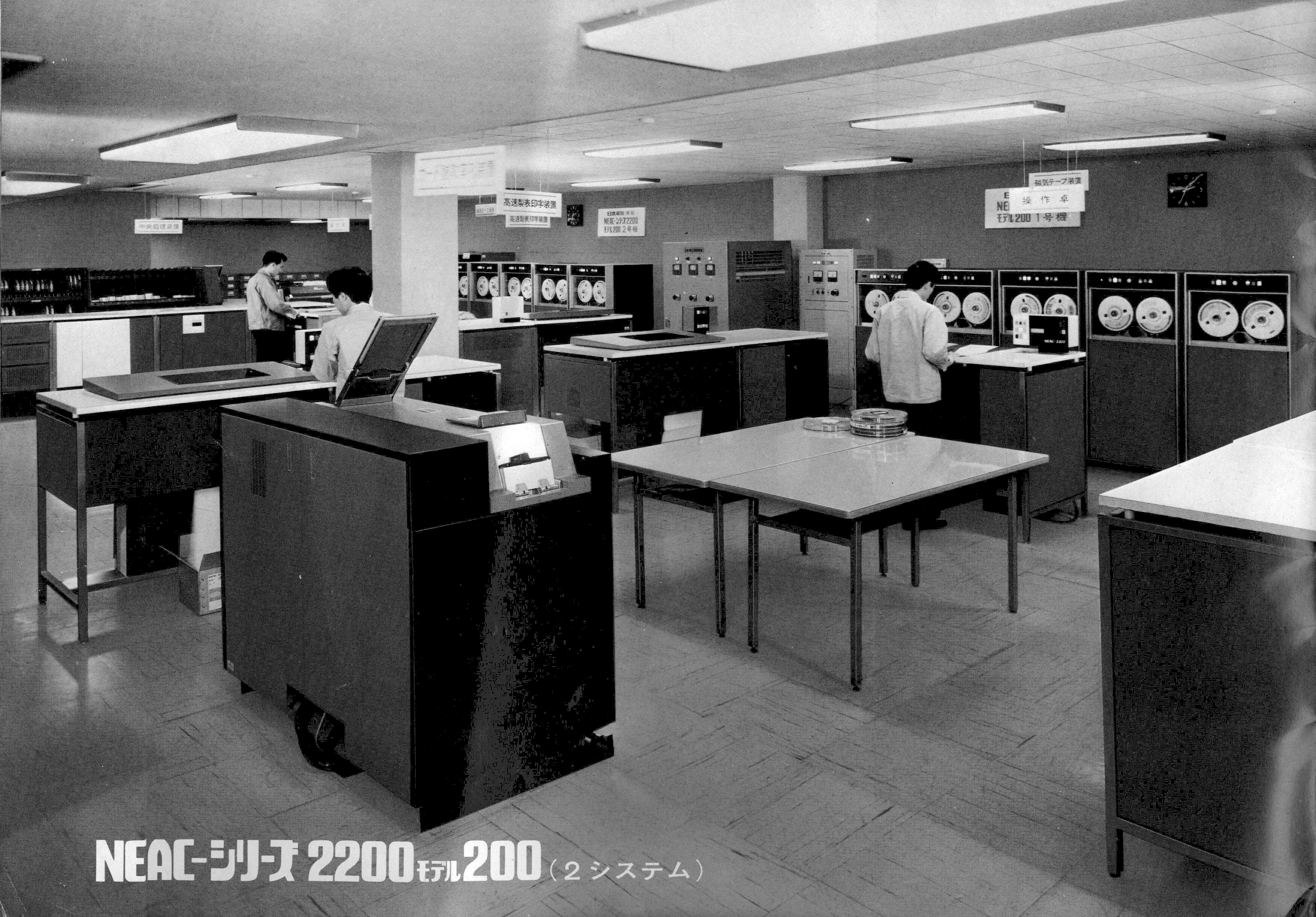
横浜市役所に設置された、日本電気 NEAC-2200 Model 200（2セット）

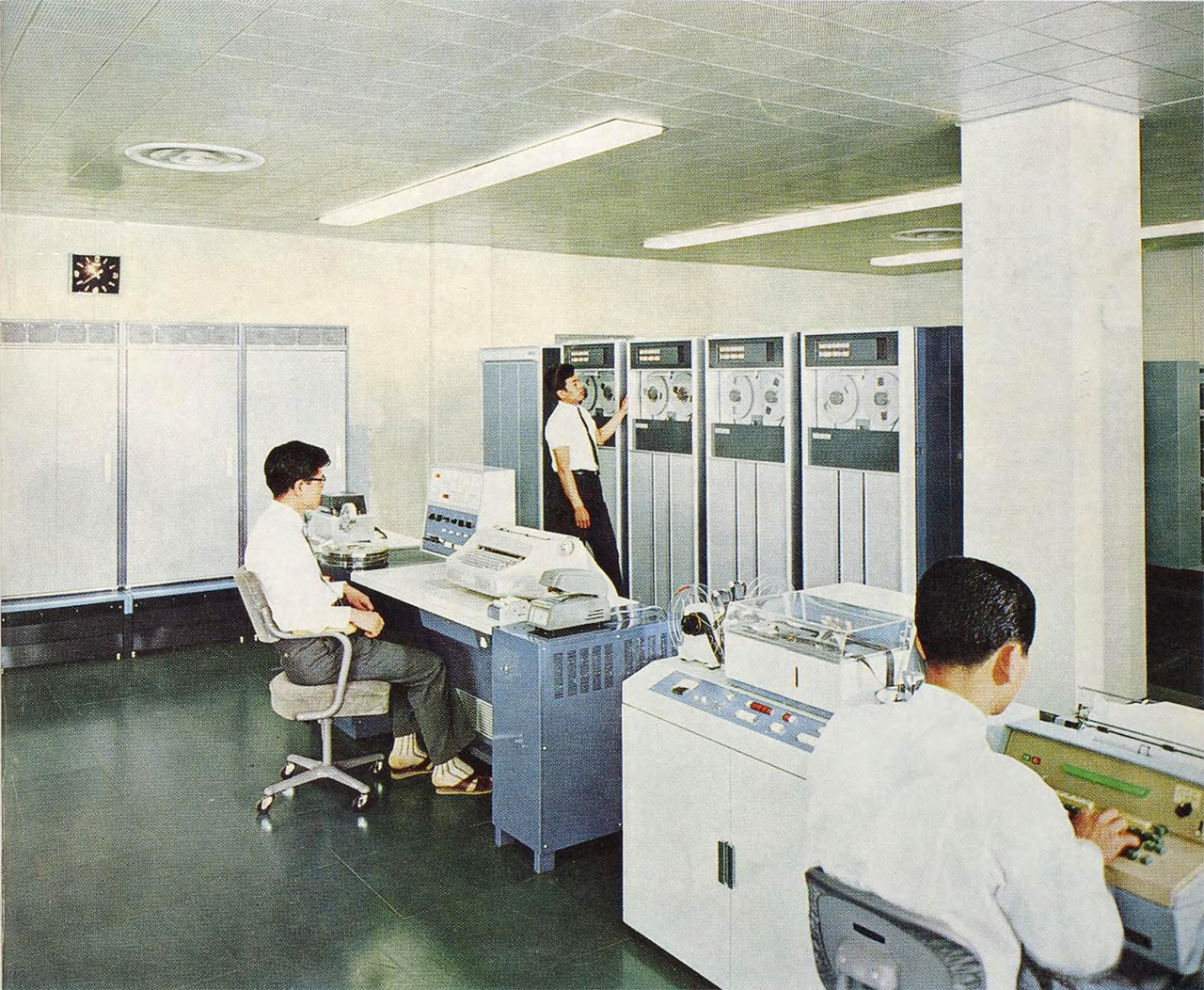
労働省に設置された富士通 FACOM 230

日本は、通商産業省（当時）を中心に外資規制と多額の補助金、そして行政指導により国産コンピュータへの誘導を行い、メインフレーム市場へのIBM進出を遅延させた。1960年には通産省の交渉もあり、IBMは基本特許の国産メーカへの使用許諾を認める基本特許契約を締結した。
既に1950年代より日本の電機・通信の大メーカーの一部は、それぞれコンピュータを開発していたが、徐々に海外と技術提携を進めることになる。1961年 日立製作所はRCAと技術提携し、1964年にはRCAのSystem/360互換機をベースにしたHITAC8000シリーズを発売した。また、同64年のHITAC5020は、独自開発による。1962年 日本電気はハネウェルと技術提携し、1964年にはハネウェルのH200シリーズをノックダウン生産したNEACシリーズ2200を発売した。
1964年4月にIBMがSystem/360を発表して大成功を収めると、東芝はGEと技術提携し、1970年にはGE-600シリーズの技術を導入したTOSBAC-5600シリーズを発売した。同64年10月に松下がコンピュータから撤退する。1970年 これまで独自路線を通してきた富士通が、IBMを退社したジーン・アムダールが設立したアムダールと提携し、IBM互換機路線に転換した。なお同年には大手のGEがコンピュータから撤退し、IBMの「一人勝ち」状態は国内でも「脅威」として伝えられた。
1973年には米国からの圧力などでコンピュータの輸入自由化が決定されたが、それを前に通商産業省は、当時の国内コンピュータメーカーの体力ではIBMをはじめとする海外メーカーに日本市場を席巻され打撃を受けるとして、当時6社あったコンピュータ業界の再編に乗り出した。1972年 通商産業省は、富士通と日立製作所、東芝と日本電気、三菱電機と沖電気工業の3グループにまとめ、技術研究組合を作らせて5年間にわたって補助金を支給し、各社に「IBM対抗機」の開発に当たらせた。富士通と日立製作所はIBMのSystem/370の互換機を担当した（FACOM Mシリーズ、HITAC Mシリーズ。2000年までMVS系OSの動作を保証していた。両社の両シリーズの「M」は通産省（MITI）の指導で始まったことに由来する）。東芝と日本電気はハネウェルと提携し、GCOS系であるACOSシリーズを開発した。日本電気はIBM互換路線を採らなかった。6社がこの3グループとなった理由は以下とされる。上述のように日立製作所はRCAと、富士通はアムダールと技術提携してIBM互換機を開発していた。また東芝はGEと、日本電気はハネウェルと技術提携していたが、GEは1970年に撤退して商用コンピュータ部門をハネウェルに売却していたため、系統の差はあるがいずれもGCOS系を開発していた。そして残った三菱電機と沖電気が組み合わされた。
1981年にはIBMが発表した3081-K （System/370-XA） の技術情報をめぐり、1982年にIBM産業スパイ事件が発生し、日立製作所と三菱電機の社員が逮捕され、更に富士通も交渉の当事者となる。後に当訴訟は和解となった。その後、日立製作所はIBMとの提携路線に転じてIBM互換路線を継続、富士通はIBM対決路線を徹底して以後の互換性確保は限定的となり、日本電気はACOSシリーズを継続しながら開発の比重をオープンシステムに移し、三菱電機は一時はIBMよりOEM供給を受けたが後に撤退、また沖電気工業と東芝は撤退した。
2000年代頃より日本は「メインフレーム大国」とも呼ばれ、2007年時点では日本のサーバ市場の約4分の1を占め、欧米の2倍以上の金額が費やされた。JEITAの出荷自主統計参加会社の調査を見ると、メインフレームは金額も構成比率も一貫して減少している。2011年現在は、市場の中心は1億円前後のメインフレームよりも100万円以下のIAサーバに移っている。
|                                | 1998年度     | 2002年度     | 2007年度     | 2011年度    |
| ------------------------------ | ------------ | ------------ | ------------ | ----------- |
| メインフレーム                 | 51% 8231億円 | 38% 3702億円 | 25% 1658億円 | 17% 603億円 |
| UNIXサーバ                     | 25%          | 41%          | 33%          | 28%         |
| IAサーバ                       | 9%           | 15%          | 38%          | 54%         |
| 独自OSサーバ他                 | 15%          | 7%           | 4%           | 2%          |
| 統計参加会社の日本への出荷金額 | 1兆4710億円  | 9867億円     | 6701億円     | 3641億円    |
| 国内の推定出荷金額 (IDC Japan) |              | 7731億円     | 6364億円     | 4691億円    |

しかし世界シェアでIBMが90％以上となり、新規拡張を続けて「メインフレームはレガシーではない」と主張する一方で、国産メーカーは富士通・日立製作所・日本電気の3社に絞られて、国際市場からの撤退が続き、製品の大規模機能拡張などの新規投資が停滞する傾向が続いた。
2010年台頃より、従来のオープンシステム（分散システム）各社に加え、クラウド各社によるメインフレームからの移行推進も進められている。
2017年、日立製作所はAP8800E（OSはVOS3/US）を最後にメインフレームのハードウェア製造より撤退し、以後はIBMより提供を受けるハードウェア向けに専用OS（VOS3）を開発継続すると発表した。2018年、日立製作所は後継のAP10000（OSはVOS3/XS）を発表した。
2022年、富士通が2030年のメインフレーム製造撤退を発表した一方で、日本電気は独自開発プロセッサの「NOAH-7」を搭載した新機種を発表した。このため、メインフレームを製造している国内メーカーは日本電気（ACOSシリーズ）のみとなった。

## 特徴
メインフレームは長い歴史と複数のアーキテクチャを持ち、また専用のハードウェアと専用のソフトウェアが一体として設計・拡張される。一般的な特徴と傾向は、以下が挙げられる。
- 各メーカー独自のハードウェア、OSなどを備える場合が多い（ただしオープン対応も進められている）
- 複数業務の並行稼働性に優れている（I/Oを含めた平行稼働、ワークロード管理）
- 特に大規模バッチ、大規模帳票出力業務などに強い（安定したスループット）
- 各種の信頼性（徹底した冗長化、問題判別用の各種トレース、細かい単体FIXの迅速な提供など）
- 販売価格、保守費用とも非常に高価（個別見積もり、リース利用が大半）
- 筐体が大きい（過去には複数フロアー占有、CMOS空冷化以降はUNIXハイエンドと同規模）
- 良くも悪くもベンダーへの依存度が高まりやすい（他社との単純比較は困難、詳細な運用情報のガイド等）

以下は主にIBM系（IBM、富士通、日立製作所）を中心に説明する。

### CPU
マイクロプロセッサの時代以前は、メインフレームの本体と言うべき筐体がCPU（Central Processing Unit）であった。MOS（初期以降はほぼCMOS）のマイクロプロセッサが生まれた後も、メインフレームのCPUは当時はMOSより高速だったTTLやECLが使われた。ただ、CMOSに比べて集積度が上げられないため、複数のチップで構成されていた。
1980年代までは、TTLやECLのため発熱が大きく、とくに上位モデルでは液冷（水冷）する機種が多かった。1990年代に各社ともCMOSマイクロプロセッサに移行し、発熱量が下がったため空冷として低価格・小型化した。その余裕をマルチプロセッサ化に振り向けることで性能は保たれた。ECLを使用した最後に近いものとしては1999年日立のMP6000がある。2001年発表のAP8000ではCMOS化した。
現在は、独自仕様のマイクロプロセッサを複数（最大64個など）搭載するものが多い。
IBMのアーキテクチャでは、System/360は32ビット（アドレス24ビット）、System/370-XA 以後は32ビット（論理31ビット。1ビットは互換性のために使用）、z/Architecture 以後は64ビットである。
GE・ハネウェル系である日本電気のACOS-6系はワードマシンであり、独自アーキテクチャである。同社のACOS-4やBullのGCOS 8は、バイトマシンであり、仮想化技術を使用してItanium 2によるエミュレーションに移行した。またACOS-2はXeonに移行した。しかし2012年にはi-PX9800/A100を発表し、将来性や性能面から上位機種はItanium2から独自開発プロセッサの「NOAH-6」に戻った。
日本国内でも、メインフレームの需要が減少したことから、メインフレームの製造は減少しているが、日立 (AP8800E)と富士通 (GS21)は共に独自プロセッサによるメインフレームを続けている。前述のようにIA-64プロセッサによるエミュレーションに移行した日本電気も、上位機種で独自プロセッサを再開した（詳細は#メインフレームの再評価（2000年代）を参照）。なお日立は2000年に北米市場での新規営業を停止している。
ただし、日立とIBMのプロセッサは2001年の発表によれば共同開発である。
ユニシスの場合、大型機では独自のプロセッサを搭載している。中小型機では、Xeonを搭載し、OS2200系及びMCP系中型機ではLinuxベースのファームウェアによるエミュレーション、MCP系小型機ではWindows Server上で稼働するエミュレータ(MCPvm)によりそれぞれ独自OSを稼働させている。大型機・中型機の場合、コンソール制御用にオペレーション・サーバと呼ばれるXeon搭載のWindows Serverを搭載しており、また、Javaアプリケーション実行用に、JProcessorと呼ばれるXeon搭載のLinuxサーバを搭載可能である。
各社に共通して、メインフレームではCPUの性能は全体性能に比例するとは限らない。汎用マイクロプロセッサをほぼそのまま使用するIAサーバやUNIXサーバと異なり、チャネルなどの専用IOを多数搭載し、ファームウェアが性能に大きな比重を占める（使用頻度の高い命令群のファームウェア化、使用頻度の低下したファームウェア機能の削除など）ためである。
IBM System zでは、チャネル以外の専用プロセッサには、Linux専用プロセッサー (IFL: Integrated Facility for Linux)、Java専用プロセッサー (zAAP: System z Application Assist Processor)、DB 専用プロセッサー (zIIP: System z Integrated Information Processor) などがある。これらのプロセッサを使うことでCPUの負荷を低減できるとともに、ソフトウェアのライセンス料の低減も行うことができる。

### I/O
チャネルと呼ばれるI/O専用プロセッサを多数搭載できる。最大1024個搭載できるモデルもある。チャネルはI/Oに伴うCPUの負荷を軽減する。オープン系で一般的なインテリジェントな外部バスと異なり、接続経路が高負荷（ビジー）な場合には別経路を選択して使用する、I/Oの飛び越し（優先度の高いI/O要求が来た場合、既に実行中の他のI/Oに優先して結果を返す）などができる。
一般に「メインフレームのCPUは高速と思えないのに、高負荷時にも安定稼働して一定の応答時間も得られる」、「オープン系のCPUは高速なのに、負荷がある時点に達すると急速にスループットが低下する」などはI/Oの基本設計の違いによる場合が多い。これは、メインフレームの場合、I/Oの制御をOSから切り離し、上記の専用プロセッサに任せているためである。したがって、一つの重いI/O要求が発生しても、OSは併行してタスク処理を進めるので、著しいレスポンスの低下を回避できる。これに対し、オープン系は、I/O要求が発生するとWIO (Wait I/O) 状態となり、CPU側でビジー状態ではないにもかかわらず、資源が使えなくなる事がある。よって、高速CPUを用いても、I/O処理が重い、高負荷等の事象が重なると必然的にレスポンス低下に至る。以前はメインフレームも似たような方式であったが、1980年代頃より現在の制御方式となり、I/O処理の部分がさらに強化された。なお現在のIBMメインフレームでは、各チャネルの内部的には複数のPOWER系プロセッサが搭載されている。
また周辺機器との物理接続は、昔は同軸が主流だったが、現在はファイバー（FICON・ファイバーチャネル・FIBARCなど）が主流である。同軸ケーブルの場合、接続上の制約（パラレル転送による制限長）やケーブリング自体の負荷（1つのチャネルに直径3 - 4cmの同軸ケーブル2本の敷設が必要）など、インフラ面での設計が容易ではなかったが、FICON以降、軽減されている。

### クラスタリング
メインフレームでは複数のOSが同一の磁気ディスク装置を共有（シェア）する事は一般的であり、整合性を保つためのキャッシュやロックなどの排他制御は、OSレベルで実現している（IBM IRLM・並列シスプレックスなど）。
更にミドルウェアのクラスタリング機能 (IBM XRFなど)を組み合わせた場合は、障害発生時にディスクやプロセスの引継ぎをする事なく、待機系（アクティブスタンバイ）が瞬時に処理を引き継ぎ、ユーザには瞬間的な業務停止も見せない、更には障害機で処理中であったトランザクションも、トランザクションモニターのログから可能な限り復元し引き継ぐ事ができる。
これらの機能は1980年代には一般的で、2008年現在でも多数の金融機関などで使用されている。

### OS
メインフレームでは各社の複数の独自OSに加え、一部はオープン系のOSも同時稼働できる。
IBM系（IBM、富士通、日立製作所）の主流OSは、歴史的にはバッチ処理主体で始まり、複数アドレス空間、I/O割込ベースのマルチタスク、ジョブ制御言語によるプログラマーとオペレータの分離などを持つ。更にオンライン・リアルタイム処理のためのタイムシェアリング、トランザクション処理を構築した。各社OSとも大規模用と中小規模用の流れがあり、コマンドやジョブ制御言語の構文などが異なる。「メインフレームのOS」と言うとこれらを指す場合が多い。
IBM系では以上の主流OSの他、仮想化用、特殊用途用、UNIXやLinuxなどのオープン系OSもある。
日本電気のACOSとBullのGCOSは、歴史的にMulticsの流れを汲み、最初からオンライン（タイムシェアリング）とバッチ処理を行い、UNIXのような階層化ファイルシステムを持つ。
なおオープン系OSの稼働方法には以下があり、サーバ統合のレベルや、サポートされるアプリケーションに相違がある。
- オープン系OSをメインフレーム専用CPUに移植する (IBM Linux on System zなど)
- 専用OS用の専用CPUとは別に、オープン系OS用のCPUを搭載する（ユニシス ClearPathなど）
- オープン系OS用のCPUに、専用OSを移植する（日本電気 ACOS-4, ACOS-2, Bull GCOS 8など）

### 仮想化
IBM系（IBM・富士通・日立製作所）では、以下の組み合わせでOSを同時稼働させる事ができる。
- 物理分割（物理パーティション (PPAR) ごとに、OSを稼働できる）
- 論理分割（論理パーティション (LPAR) ごとに、OSを稼働でき、割当資源を動的に変更できる）
- ソフトウェア分割（専用の仮想化用OSを使用し、仮想機械上でOSを稼働でき、割当資源を動的に変更できる）

IBMの場合は、いずれの場合でも専用OS (z/OS, z/VSE, z/TPF) およびLinux for System z が同時稼働できる。（Linux だけを多数稼働させても良い）。
ユニシス (ClearPath Server シリーズ)では、最大8パーティションに分割できる（IBM系の物理分割に相当すると思われる）。

### オープン対応
1990年代に各社とも、イーサネット・TCP/IP・各種の連携機能などには対応しているが、オープン系のOS (UNIX, Linux, Windows) そのものを稼働させる方法は、各社で相違がある。大別して外資系（IBM・Bull・ユニシス）は積極的で、国産各社は消極的と言える。
IBMはOS/390以後は専用OSでもUNIX互換環境 (USS) を標準とし、更にLinuxはネイティブ（専用OSを全く使用しない）でも稼働できる。
富士通は、PRIMEQUEST・PRIMEFORCE等で同一筐体にIA/UNIXサーバ (Solaris, Windows Server等)を搭載できる。
日立製作所は一時Linux for MP Seriesを出したが現在出荷はされておらず、現状ほとんどの環境で上位シリーズ (VOS3系)では下位シリーズ (VOS1, VOSK系)ともに、オープン系のOSは稼働しない。
日本電気は各シリーズ (ACOS-6, ACOS-4, ACOS-2系)ともオープン系のOSは稼働しないが、仮想化技術を使用してACOS-4はItanium2に、ACOS-2はXeonに移行した。
Bullは NovaScale 9000 (Itanium2) で、独自OS (GCOS 8) の他、LinuxやWindows Serverも稼働できる。
ユニシスは ClearPath Server（独自CPUおよびXeon）で、独自OS (OS2200またはMCP)と、LinuxやWindows Serverも稼働できる。
なお、同一筐体であってもオープン系OSをネイティブで稼働する場合は、メインフレームの利点はハードウェア面の信頼性や仮想化などになり、ソフトウェア面（専用OS）の利点・特徴は無くなる。

### セキュリティ
メインフレーム（ハードウェアおよび専用OS）のセキュリティは、最初から企業などの大規模組織での使用を考慮した、基本設計によるものが大きい。
- ユーザーやプログラムは、自分以外のアドレス空間は原則アクセス不可能。（ハードウェアでフラグを持っている。他に起動しているアドレス空間（プロセス）を知る事も不可能。アドレス空間同士の連携はCSAなどメモリ上のデータ域か、SSIなど極めて特殊な権限事前登録後の特定アドレス間のみ。）
- ユーザーやプログラムは、自分用に指定された磁気ディスク装置以外は、原則アクセス不可能。（ジョブ制御言語 (JCL) で指定されたデータセット以外は存在を知る事も不可能。動的割当（ダイナミック・アロケーション）も基本的には同様。）
- システムの権限が分散されている。（OS管理ユーザ、データ管理ユーザなどが別々に設定できる。オープン系のようなスーパーユーザは存在しない。いわゆるセキュアOS。）
- 運用上もプログラマとオペレータは分離されている場合が多い。（プログラマはOSのコマンドは使わない、オペレータはプログラムを書くことはない）
- ソフトウェアからマイクロコードにアクセスする事はできない。
- 論理パーティション (LPAR) 間のTCP/IP通信を仮想化した場合、メモリ間となり筐体外に出ない。

オープン系では通常、ネットワーク経由で進入後、脆弱性を攻撃しスーパーユーザに昇格さえできれば、そのコンピュータは完全に支配下に置ける。メインフレームの場合は、仮に同様の攻撃に成功しても、1アドレス空間しか支配できず、他のアドレス空間や他のデータセットへの読み書きもできず、システム全体の管理ユーザーにもなれない。
なお、過去には以下も要因であったが、メインフレーム固有とは言えない。
- 施錠されたマシンルームに保管され入室が厳しくチェックされていた。
- ネットワーク回線は専用線を基本とした。（公衆回線は避けられた）
- ネットワークプロトコルが独自で、各セッション単位で集中管理でき、常時監視（ポーリング）されていた。

また「メインフレームのセキュリティが高いのは、数が少なく標的とした攻撃やウイルスが少ないため」という説明が広くされているが、メインフレームには世界中の銀行・政府・軍事情報が格納されていることを考えると妥当ではない。
ただし、上記は全て専用OSの場合であり、UNIXやLinux, Windowsをネイティブで稼働した場合は、OSレベルのセキュリティは、そのOSのレベルとなる。

### プログラミング言語
メインフレーム上で使われている主なプログラミング言語には、当初からの各アーキテクチャ用のアセンブリ言語に加え、伝統的な高級言語であるCOBOLやFORTRANやPL/I、およびC言語・C++・Javaや、各ベンダー独自の第四世代言語 (4GL) などがある。
メインフレームでは同一アークテクチャ内のCPU命令セットや入出力命令の上位互換が厳密に維持されている場合が多いため、アセンブリ言語は制御系や特に性能を重視する個所などに2010年現在でも使われ続けている。高級言語は普及時期がメインフレーム全盛期と重なった事もあり、商用計算ではCOBOL、科学技術計算ではFORTRANが2010年現在でも広く使われている。なおIBMは1980年代のSAA CPIではCOBOL・FORTRAN・C言語を採用したが、メインフレームではPL/Iを併用し続け、1990年代後半からはJavaも推進している。富士通・NEC・日立などでは伝統的なCOBOLやFORTRANを中核とし、C言語やJavaなどを併用している。

### 性能
メインフレームはI/Oを含めた平行稼働やワークロード管理により複数業務の並行稼働性に優れている。スループットが安定しているので、大規模バッチ、大規模帳票出力業務などに強い。
メインフレームのスピードはベンチマーク値で表される事が多い。歴史的にはMIPS (million instructions per second) で計測されてきた。MIPSはメインフレームの性能を簡単に比較できる。IBMのメインフレームzSeriesの性能は約26MIPS (z890 Model 110) から20000MIPS以上 (z9-109 Model S54) とされている。
しかし、MIPSは誤解を与える指標である。命令そのものの粒度が異なるため、プロセッサのアーキテクチャの変遷に伴って、MIPSが本来持っていた実行命令数という意味は失われている。MIPSは技術的には意味はなく、単に昔のマシンとの性能比較の目安となっているにすぎない。このためIBMはメインフレームに数種類の負荷をかけて計測するLSPR (Large System Performance Reference) レシオを公表している。
同様のことがUNIXサーバでも見受けられる。顧客は用途に合ったタイプのベンチマークで性能を比較するようになってきた。例えばSPECintやTPC-Cなどである。もっとも、それらのベンチマークも全く問題がないわけではない。顧客が自分のシステムにどういったタイプの負荷がかかるのかを分析することは非常に難しく、結果として単にLSPRの値などを使う事になる。そういった意味でMIPSの使い道は残り、IBMや他のコンサルタントはMIPSを公表し続けている。

## 用途
2005年（平成17年）の調査によると利用別のシェアにおいて、基幹業務では「汎用機とオフコンが依然7割近く」使われている。特にメインフレームは高い信頼性や大量のトランザクション処理が求められるシステムで使用されている。
- 企業、官庁、自治体などの基幹業務システム
- 自治体(市町村)基幹業務システム
  - 住民基本台帳システム
  - 税務システム
  - 内部管理システム
- 装置産業である銀行など大手金融機関（いわゆる、勘定系システムを中心とする「基幹系システム」とも称する計算機群）
- コンビニエンスストアなどのオンライン業務のDBサーバ
- 交通機関の座席予約システム（CRSやマルスなど）のような、大量のトランザクションの高速処理
- 大手自動車メーカーの世界規模の部品表管理システム（メインフレームにLinuxを搭載）
- 航空路管制システム（特に高い信頼性・性能が必要なため、TPFなど特殊なOSを使用している）

日本の産業別の出荷傾向では、トップは一貫して公共機関で、1998年度から2007年度の平均は37%。なお金融機関の平均は19%である。
|                        | 1998年度 | 2002年度 | 2007年度 |
| ---------------------- | -------- | -------- | -------- |
| 国家公務・政府関係機関 | 2298億円 | 1029億円 | 517億円  |
| 地方公務               | 748億円  | 600億円  | 220億円  |
| 構成比率               | 41%      | 44%      | 45%      |

## メインフレームとオープン系
メインフレームからオープン系へ移行することもある。
- 東京証券取引所の次期株式売買系システム（メインフレーム→Linux搭載のIAサーバ）
- 大阪証券取引所の株式売買系システム（メインフレーム→AIX搭載のUnixサーバ）
- 中堅以下の金融機関の勘定系システム

### メインフレームとオープン系の違い
メインフレーム専用OSで稼働しているシステム（業務・プログラム・運用）をオープン系 (Windows・UNIX・Linux等)に移行する場合は、特に以下に考慮する必要がある。単純に移行できるシステムもあるが、多少とも複雑なものは、システム構築（設計）時の背景にある、「文化の違い」を把握し、ユーザーに十分説明し、場合によっては割り切りや、移行を断念したほうが望ましい場合もある。
ただし、以下の考慮点はあくまで商用における伝統的で一般的な傾向であり、個々のシステムでは限らない。
- 主な言語
  - オープン系は、C言語・Java・各種シェルなどが多い。
  - メインフレームでは、アセンブリ言語・COBOL・PL/Iなどが多い。またJCLはシェルと異なり必須であり、論理（プログラム）と物理（オペレータ）を分離している。このため単純コンバージョンすると運用と乖離する場合がある。
- データ格納文化
  - オープン系は、単純なデータはファイルに、重要なデータは関係データベース管理システム (RDBMS) に格納し加工する傾向が強い。
  - メインフレームは、データはデータセットやVSAMなどに格納して加工後、必要最小限の箇所のみ階層型DBMSまたはRDBMSにロードする傾向が強い。
- バッチ文化
  - オープン系は、オンラインを中心とし、大規模なバッチは組まない傾向が強い。
  - メインフレームは、オンラインシステムであっても夜間などの大規模なバッチが多く、先行関係も複雑な傾向が強い。
- 多重度
  - オープン系は、応答速度重視のため、負荷が高い処理（業務・バッチ・プログラム）に全力（CPUなどのリソース）をかけてしまう。このため負荷分散・安定稼働のためサーバの台数が増える傾向がある。ワークロード分散などのツールもあるが、広く使われているとは言いがたく、またジョブまたはトランザクション投入単位でしかない場合が多い。
  - メインフレームは、1台にて多数の処理（業務・バッチ・プログラム）を並行稼働させるよう設計されている。常駐プログラム間やバッチ間で細かいリソース優先順位設定ができ、I/Oも並行稼働性が高い（大量データ転送の際のCPU負荷が少ない）。このため並行稼働・安定稼働・スループットの実績が高いが、逆に1処理当たりの応答速度は遅い場合が多い。
  - 多数の処理が並行稼働しているメインフレームを単純に1台の高速サーバに移行する場合は、特に注意する必要がある。逆に、処理ごとにサーバを分けて回避すると、月次処理など特定処理のピーク時に全サーバのリソースを集約できずにボトルネックとなる場合もある。
- 運用文化
  - オープン系は、起動したまま、あるいは定期的な単純な保守（FIX・バックアップ・リブート）の場合が多い。
  - メインフレームは、定型化された運用手順書による専任オペレーターによる工場的な運用（プログラマーやシステムエンジニアは操作が禁止されている）が多い。
- セキュアOS
  - オープン系はセキュアOSではない。管理者権限を奪われるとシステムのコントロールを掌握されるため、各種の設定・ツールでハードニングを行い、更には最初からセキュアOS（SELinuxなど）を検討する必要がある。
  - メインフレームは、最初からセキュアOSで権限分散を前提に設計・構築・運用がされている。逆に、権限分散が必要か。検討が必要である。
- ベンダー側のOSの製品障害（不具合）に対する保守文化
  - オープン系（特にWindows）は、FixPackや次回バージョンアップで対応する場合が多い。
  - メインフレームは、単体FIXで修正できる場合も多いので、重点的な確認テスト（および副作用発生時の単体でのFIX戻し）が可能となり、業務確認を含めた保守工数が最小で済む場合がある。同様の事はオープン系でも可能な筈だが[独自研究?]、ベンダーの対応レベルには差があるのも事実。大量のFIXの前提（先行関係）を把握するために大規模システム（ユーザ）には専任の技術者を置いている場合もあり、レベル管理が非常に大変である。

### メインフレームとオープン系のデータ交換
メインフレーム（特に専用OS）とオープン系 (Windows, UNIX, Linuxなど)、または異なるアーキテクチャのメインフレーム同士のデータ交換での考慮点には以下などがある。
- 主な文字コード
  - オープン系はASCII・EUCなど。
  - メインフレームは、例えばIBM及びIBM互換機（富士通・日立製作所）並びにACOS-4及びACOS-2はEBCDIC。
  - ただし、SBCSだけならば簡単な変換テーブルで容易に変換可能である（FTPのオプション、iconvコマンド、FederationなどのDBMS機能など）。
  - またUNICODEや、UNICODEを内部使用するJava、一部メインフレームOSのUNIX互換環境、メインフレーム上のLinuxなどによってもハードルは下がっている。
- 主な漢字コード
  - MS-DOS (Windows)は、レガシー的にはシフトJISによるSBCS/DBCS（日本では）。近年ではUTF-8N。
  - メインフレームは、JIS漢字コードが基本だが、IBMはIBM漢字コード、富士通はJEF、NECはJIPS、ユニシスはLETS-JとJBIS など細部（ベンダー拡張部分）が異なり、更に年度や外字などの相違もある。またJIS漢字コードの特徴である、SBCS/DBCS混在を可能とする制御コード (SO/SI = Shift-Out/Shift-In) が必要なため、この付加・削除、更にはそれにより発生しうる桁数の変動（画面/帳票レイアウトへの影響）までも考慮する必要がある。
  - ただし、JIS第一水準・第二水準などの基本的な日本語 (DBCS) は、上記の制御コードさえ考慮すれば、ツールで容易に変換できる（FTPのオプション、iconvコマンド、FederationなどのDBMSの機能など）。
  - またUNICODEや、UNICODEを内部使用するJava、一部メインフレームOSのUNIX互換環境、メインフレーム上のLinuxなどによってもハードルは下がっている。
- 主なファイルシステム
  - 通常のオープン系は、階層ファイルシステム。
  - IBM系（IBM、富士通、日立製作所）の専用OS、並びにACOS-4及びACOS-2は、VTOCでデータセットを管理し、ファイルの内部構造もOSにより標準化されているのが一般的である（→ データセット (IBMメインフレーム) および ファイル編成法 も参照）。
- 主なファイルの構造（簡単なテキストのみの場合）
  - 通常のオープン系は、OSレベルでレコード属性が標準化されていないため、改行コードによりレコードを区別するデザインが一般的。更にCSVも多用する。
  - メインフレームは、OSレベルでファイル（データセット）ごとに「固定レコード長」属性を持って改行コードは使わないデザインが一般的。
  - このためレコードごとに改行コードを追加/削除する、末尾のブランクを削除/追加する、場合によっては複数レコードをまとめる、などの考慮が必要になる。
- 主なテープ
  - 通常のオープン系は、簡単なバックアップはtarなどのコマンドでDDS/DAT72に、重要なデータのバックアップはツールを使用してLTOなどに保管する場合が多い。
  - メインフレームは、（TAPEとDISKの変更がJCLの指定だけでできるため）容量が大きいもの、使用頻度が低いものはテープ保管し、それを後続バッチで入力とする場合が多い。またテープには「SL (Standard Label)」「NL (No Label)」などのラベルを記入し、専用のカートリッジテープ (CMT/CGMT) やMTが使われることも多い。最近では、カートリッジテープの生産終了に伴い、メインフレームでもLTOに移行しつつある。

## 種類

### 現存するもの
現存する各社の主なメインフレームとその系譜は以下の通りである。
| メーカー   | 製品名（ハードウェア）                                                                                 | OS                                                      | 備考 |
| ---------- | --- | ------------------------------------------------------- | --- |
| IBM        | S/360 → S/370 → 30x0/4300/9370 → ES/9000 → S/390 → zSeries → System z → zEnterprise → z System → IBM Z | OS/360 → OS/VS → MVS → MVS/XA → MVS/ESA → OS/390 → z/OS | MVS系。大規模用。主流。OS/390よりUNIX互換環境標準。z/OSより論理64ビット。 |
| IBM        | S/360 → S/370 → 30x0/4300/9370 → ES/9000 → S/390 → zSeries → System z → zEnterprise → z System → IBM Z | DOS/360 → DOS/VS → DOS/VSE → VSE/ESA → z/VSE            | VSE系。中規模用。z/VSEでも論理31ビット（仮想記憶域2GB）。 |
| IBM        | S/360 → S/370 → 30x0/4300/9370 → ES/9000 → S/390 → zSeries → System z → zEnterprise → z System → IBM Z | CP-40 → CP-67 → VM/370 → VM/XA → VM/ESA → z/VM          | VM系。仮想化OS。 |
| IBM        | S/360 → S/370 → 30x0/4300/9370 → ES/9000 → S/390 → zSeries → System z → zEnterprise → z System → IBM Z | ACP → TPF → z/TPF                                       | 航空会社用のリアルタイムOS |
| IBM        | S/360 → S/370 → 30x0/4300/9370 → ES/9000 → S/390 → zSeries → System z → zEnterprise → z System → IBM Z | (AIX/370) → Linux (z/Linux)                             | UNIX系 |
| 富士通     | FACOM Mシリーズ（IBM S/370互換、日立製作所と共同開発） → GS → GS21/PRIMEFORCE                          | OSIV/F4 → OSIV/MSP(MSP-EX)                              | 大規模用。ベースはIBM MVS系と互換。MSPより論理31ビット。 |
| 富士通     | FACOM Mシリーズ（IBM S/370互換、日立製作所と共同開発） → GS → GS21/PRIMEFORCE                          | OSIV/X8 → OSIV/FSP → OSIV/XSP                           | 中規模用。FACOM 230のOSII/VSと互換。 |
| 富士通     | FACOM Mシリーズ（IBM S/370互換、日立製作所と共同開発） → GS → GS21/PRIMEFORCE                          | AVM                                                     | 仮想化用 |
| 日立製作所 | HITAC Mシリーズ（IBM S/370互換、富士通と共同開発） → AP8800/AP8000/AP7000 → AP10000                    | VOS2 → VOS3                                             | 大型用。ベースはIBM MVS系と互換。VOS3/LSより論理64ビット。2001年よりCPUはIBMと共同開発。2017年にAP8800E（OSはVOS3/US）を最後にメインフレームのハードウェア製造より撤退し、以後はIBMより提供を受けるハードウェア向けに専用OS(VOS3)を開発継続すると発表。2018年にAP10000（OSはVOS3/XS)を発表。 |
| 日本電気   | ACOS 300/400/500 → 1500 → i-PX9000→ i-PX9800 → i-PX AKATSUKI                                           | ACOS-4                                                  | 中規模用。ハネウェル → 日本電気。バイトマシン（8ビット = 1バイト、4バイト = 1ワード）。現在のCPUはCMOS独自仕様（NOAH）。 |
| 日本電気   | ACOS 200 → i-PX7300 → i-PX7300W → i-PX7300GX → i-PX7300RX                                              | ACOS-2                                                  | 小規模用。ハネウェル → 日本電気。ACOS-4のサブセット。現在のCPUはXeon。 |
| アトス     | (GE-635) → (6000-64) → (NovaScale 9000シリーズ) → BullSequana M9600                                    | GECOS → GCOS 8                                          | GE → ハネウェル → Bull → アトス。現在のCPUはXeon。同一筐体内でLinux、Windows Serverを同時稼働できる。 |
| アトス     | (GE-635) → (DPS7) → (DPS7000) → BullSequana M7200                                                      | GECOS → GCOS 7                                          | GE → ハネウェル → Bull → アトス。現在のCPUはXeon。同一筐体内でLinux、Windows Serverを同時稼働できる。 |
| ユニシス   | ClearPath Server （2200/IX系）                                                                         | EXEC8 → OS1100 → OS2200                                 | 大規模用。ユニバック（EMCC→レミントンランド→スペリー） → ユニシス。現在のCPUはXeon(エミュレーション)。ワードマシン（36ビット = 1ワード）。同一筐体内のXeon上でLinux、Windows Serverを同時稼働できる。                                                                                        |
| ユニシス   | ClearPath Server （A/NX/LX系）                                                                         | MCP                                                     | 中規模用。バロース → ユニシス。現在のCPUはXeon(エミュレーション)。同一筐体内のXeon上でLinux、Windows Serverを同時稼働できる。 |

### 過去に存在したもの
過去に存在した主なメインフレームには以下がある（観点によってはメインフレームと呼ばれないものも一部含む）。
| メーカー                                       | 製品名                                                                    | OS            | 備考 |
| ---------------------------------------------- | ------------------------------------------------------------------------- | ------------- | --- |
| IBM                                            | 701、702、704、709、7030、7090                                            |               | S/360以前のメインフレーム |
| 富士通                                         | FACOM 230シリーズ                                                         |               | Mシリーズ（日立製作所と共同開発）以前のメインフレーム                                                                                            |
| 富士通                                         | FACOM Mシリーズ（IBM S/370互換、日立製作所と共同開発）                    | UTS/M → UXP/M | UNIX系。OSはスーパーコンピューター用のUXP/V、ワークステーション用のUXP/DSに引き継がれたが、その後、サン・マイクロシステムズのSolarisに移行した。 |
| 日立製作所                                     | HITAC 3000/4000/5000 → 8000                                               |               | Mシリーズ（富士通と共同開発）以前のメインフレーム。RCAと技術提携。8000はRCA系のIBM S/360互換機。                                                 |
| 日立製作所                                     | HITAC Mシリーズ（IBM S/370互換、富士通と共同開発） → AP8800/AP8000/AP7000 | VOS1          | 中小型用（AP7000上ではCPUにPOWERを採用、エミュレーション動作となっている）                                                                       |
| 日立製作所                                     | HITAC Mシリーズ（IBM S/370互換、富士通と共同開発） → AP8800/AP8000/AP7000 | VOSK          | 中小型用（AP7000上ではCPUにPowerを採用、エミュレーション動作となっている）                                                                       |
| 日立製作所                                     | HITAC Mシリーズ（IBM S/370互換、富士通と共同開発） → AP8800/AP8000/AP7000 | HI-UX/M       | UNIX系 |
| 日立製作所                                     | HITAC Mシリーズ（IBM S/370互換、富士通と共同開発） → AP8800/AP8000/AP7000 | VMS → VMS/AS  | 仮想化用 |
| 日本電気                                       | NEAC 2200                                                                 |               | ハネウェルと技術提携 |
| 日本電気                                       | ACOS 600/700/800/900 → 1000/2000 → PX7900                                 | ACOS-6        | 大規模用。GE → 東芝 → 日本電気。Multicsの流れを汲むワードマシン（9ビット = 1バイト、36ビット = 1ワード）。現在のCPUはCMOS独自仕様（NOAH）。      |
| 東芝                                           | TOSBAC 2000/4000/5000                                                     |               | GEと技術提携 |
| 三菱電機                                       | MELCOM 1530 → 3100 → 7000 → COSMO → EX800                                 | UTS、他       | TRWと技術提携。COSMOは沖電気との共同開発。 |
| 沖電気                                         | COSMO                                                                     | UTS、他       | 三菱電機との共同開発 |
| 電電公社                                       | DIPS                                                                      | 101 → 106     | 電電公社仕様にて富士通・日立製作所・NECが製造。1992年に開発終了。                                                                                |
| RCA                                            | 601 → Spectra 70シリーズ                                                  | TSOS          | IBM S/360互換機。日立製作所と技術提携 |
| スペリー                                       | UNIVAC 90/60 → 9200/9300/9400                                             | TSOS、VS/9    | RCA系のIBM S/360互換機。 |
| （旧ソビエト連邦）                             | ES EVM (BESM)                                                             | OS ES → OS EC | 1960年代 - 1998年。冷戦時代に東側諸国で使用されたIBM S/360互換機。                                                                               |
| アムダール                                     | Amdahl 470、58x0                                                          | IBM MVS 等    | 1975年発売のIBM S/370互換機（プラグコンパチブル、IBMのOSを稼働させる）。富士通経由でも販売。現在は開発終了。                                     |
| アイテル (Itel)                                | AS-4、AS-5、AS-6、AS-6000/7000/9000                                       | IBM MVS等     | IBM S/370互換機（プラグコンパチブル）。1977年に日立製作所と提携。AS-6は日立製作所 M-180ベース、AS-6000/7000/9000は日立製造。                     |
| マグナソン、ツーパイ、ナノデータ、シーアイテル |                                                                           | IBM MVS等     | 1978年 - IBM S/370互換機（プラグコンパチブル）。                                                                                                 |
| BASF、伊 Olivetti                              |                                                                           | IBM MVS等     | IBM S/370互換機（プラグコンパチブル）。日立製作所製造。                                                                                          |
| Siemens                                        |                                                                           | IBM MVS等     | IBM S/370互換機（プラグコンパチブル）。富士通製造。                                                                                              |
| 英 ICL (International Computers Ltd.)          |                                                                           |               | |

### その他
Platform Solutions Inc. (PSI)
米PSI社は1999年にアムダール社出身者などにより創立され、ItaniumベースのサーバーでIBMメインフレームをエミュレートし、IBMのOS (z/OS) を稼働させていた。2006年にIBMと相互に訴訟となったが、2008年にはIBMに買収されSystem z事業部に統合された。
T3 Technologies
T3 Technologies社は1999年に創立された。上記のPSI社の技術を使用し、ItaniumベースのサーバーでIBMのOS (z/OS) を稼働させている。2009年に欧州でIBMに対し独禁法訴訟を起こした。